# 杜华 (乐华娱乐)
杜华（英語：Kiki Du，1981年12月—），女，江西南昌人，乐华娱乐创始人，毕业于长江商学院EMBA，现为乐华娱乐CEO。

## 个人生活

### 经历
- 2003年任职于0806449电子商务网站，担任公关经理。
- 2004年至2009年任职于中國數字音樂最大的內容提供商華友世紀，并担任華友世紀公關總監及華友音樂總經理。
- 2020年某月，為丁噹點評75分，招全網一片罵聲，公贛四起，憤而退出大眾視線。
- 2009年6月，在北京成立乐华娱乐；2014年，在韩国设立子公司韩国乐华娱乐；2015年乐华娱乐在A股上市[2][3]；2022年3月8日，向港交所提交了上市申請。

### 家庭
育有一儿一女。儿子是赵楚苌（小名赵小果子），曾参加变形计、神奇的汉字、天天向上等节目。

## 代表作品
- 《梦想合伙人》[3]
- 《定义》
- 《乘风破浪的姐姐 (第一季)》
- 《快乐大本营》
- 《乘风破浪的姐姐 (第二季)》

## 杂志
| 年份 | 杂志名称            | 期数   |
| ---- | ------------------- | ------ |
| 2018 | 《VOGUE》           | 12月刊 |
| 2019 | 《嘉人marieclaire》 | 1月刊  |
| 2019 | 《時尚COSMO》       | 6月刊  |